# 钩锈菌科
钩锈菌科（学名：Uncolaceae），是柄锈菌目下的一个科。

## 下属分类
- Calidion
- 钩锈菌属 Uncol